# Strontiumperoxid
Strontiumperoxid ist eine anorganische chemische Verbindung des Strontiums aus der Gruppe der Peroxide.

## Gewinnung und Darstellung
Strontiumperoxid kann durch Reaktion von Sauerstoff oder Wasserstoffperoxid mit Strontiumoxid gewonnen werden.
Das Octahydrat erhält man auch durch Reaktion von Strontiumnitrat mit Natriumperoxid.
{\displaystyle \mathrm {Sr(NO_{3})_{2}+Na_{2}O_{2}+8\ H_{2}O\longrightarrow SrO_{2}\cdot 8H_{2}O+2\ NaNO_{3}} }
Das Hydrat kann durch Erhitzen auf 350 °C zum Anhydrat umgewandelt werden, wobei auch Strontiumoxid entsteht.

## Eigenschaften
Strontiumperoxid ist ein farb-, geruch- und geschmackloser Feststoff, der schlecht löslich in kaltem Wasser ist und sich in heißem Wasser zersetzt. Die Verbindung zersetzt sich langsam an der Luft oder in Gegenwart von Wasser unter Freisetzung von Sauerstoff. Bei der Einwirkung von Säuren wird Wasserstoffperoxid gebildet.  Es kommt auch als Octahydrat vor.

## Verwendung
Strontiumperoxid wird als Bleichmittel, Antiseptikum und in der Pyrotechnik verwendet.